# Carystoterpa tristis
Carystoterpa tristis är en insektsart som först beskrevs av Johann Dietrich Alfken 1904.  Carystoterpa tristis ingår i släktet Carystoterpa och familjen spottstritar. Inga underarter finns listade i Catalogue of Life.